# Antipsicologismo
Em lógica, antipsicologismo (também objetivismo lógico ou realismo lógico) é uma teoria sobre a natureza da verdade lógica, que não depende do conteúdo das ideias humanas, mas que existe de forma independente das ideias humanas.